# Liopygus punctatus
Liopygus punctatus är en skalbaggsart som beskrevs av Lewis 1906. Liopygus punctatus ingår i släktet Liopygus och familjen stumpbaggar. Inga underarter finns listade i Catalogue of Life.